# Hypoleria mirza
Hypoleria mirza är en fjärilsart som beskrevs av William Chapman Hewitson 1869. Hypoleria mirza ingår i släktet Hypoleria och familjen praktfjärilar. Inga underarter finns listade i Catalogue of Life.